# Adrienne Cooper
Adrienne Hana Cooper (ur. 1 września 1946, zm. 25 grudnia 2011) − amerykańska piosenkarka, aktywistka i popularyzatorka języka jidysz i muzyki klezmerskiej, doradczyni dyrektora instytutu YIVO Institute for Jewish Research, wraz z Theresą Tovą i Joanne Borts członkini zespołu Three Yiddish Divas. Była również dyrektorem programowym Muzeum Chińskiego w Nowym Jorku, współtworzyła organizację Workmen's Circle.
Pochodziła z rodziny żydowskiej. Zmarła 25 grudnia 2011 na raka nadnercza. Jej córka, Sarah Mina Gordon, również jest klezmerską piosenkarką.

## Dyskografia
- 1995 − Dreaming in Yiddish
- 2000 − Ghetto Tango
- 2010 − Enchanted